# ميلي ميل
ميلفن غلوفر (بالإنجليزية: Melvin Glover) يلقب ب«ميلي ميل» وأسمه الفني(Grandmaster Mele Mel) ولد في 15 مايو 1961 هو مغني راب وأحد رواد المدرسة القديمة للهيب هوب، كان عضو في مجموعة Grandmaster Flash and the Furious Five وبسبب أسلوبة المبتكر في التلاعب بالكلمات والمعاني والتعرض للقضايا الاجتماعية أدى إلى انتشار الراب وثقافة الهيب هوب خارج نيويورك إلى كل أنحاء أمريكا. فيعتبر ميلي ميل هو من حدد الطريق لمستقبل مغنو الراب خلال المحتوى الاجتماعي والسياسي والإبداعي .

## روابط خارجية
- ميلي ميل على موقع IMDb (الإنجليزية)
- ميلي ميل على موقع الموسوعة البريطانية (الإنجليزية)
- ميلي ميل على موقع ميوزك برينز (الإنجليزية)
- ميلي ميل على موقع أول ميوزيك (الإنجليزية)
- ميلي ميل على موقع أول ميوزيك (الإنجليزية)
- ميلي ميل على موقع أول ميوزيك (الإنجليزية)
- ميلي ميل على موقع ديسكوغز (الإنجليزية)
- ميلي ميل على موقع ديسكوغز (الإنجليزية)
- ميلي ميل على موقع ديسكوغز (الإنجليزية)
- ميلي ميل على موقع ديسكوغز (الإنجليزية)
- ميلي ميل على موقع ديسكوغز (الإنجليزية)